# Gällivare
Gällivare (pn-lap. Jiellevárri lub Váhčir, lule: Jiellevárre lub Váhtjer, meänkieli: Jellivaara, fiń. Jällivaara) – osada (nieposiadająca praw miejskich) w północnej Szwecji, w Laponii. Jest siedzibą gminy Gällivare w regionie Norrbotten i liczy 8480 mieszkańców (2005).
Gällivare, dawna lule-lapońska nazwa osady (pisownia z 1673 Gillewara) była początkowo nazwą sąsiedniej miejscowości Malmberget, która później została samodzielnym sołectwem. Natomiast nazwy Váhčir/Váhtjer dotyczą hodowcy reniferów posiadającego te tereny w XV wieku.
Gällivare jest węzłem kolejowym na liniach kolejowych Malmbanan (Linia Rudy Żelaza) i Inlandsbanan (Linia Śródlądowa). Ta druga ma w Gällivare końcową stację. W latach 1893–1956 osada była municypium (municipalsamhälle), które rozwinęło się wraz z rozbudową kopalni rudy żelaza. Mimo stosunkowo późnego rozwoju, osada jest starsza od bliźniaczej osady Malmberget.
Na górze Dundret niedaleko Gällivare leży duży ośrodek narciarski. Odbywają się tu często zawody Pucharu Świata w biegach narciarskich i Pucharu Świata w narciarstwie alpejskim. Ośrodek jest czynny od 1 listopada do 1 maja, lecz zależnie od klimatu okres ten czasami się przedłuża.
Największymi zakładami pracy w Gällivare są LKAB (kopalnia), gmina Gällivare i urząd regionu Norrbotten. Leży tu najbardziej na północ Europy położona wytwórnia ogniw słonecznych. W 2008 otwarto w Gällivare European Energy School. Osada jest centrum laestadianizmu pierwotnego z rocznym spotkaniami wiernych w okresie Świąt Bożego Narodzenia (przyjezdni ze Szwecji, Norwegii, Finlandii, USA, Kanady i innych krajów).
W Gällivare znajduje się lotnisko port lotniczy Gällivare (GEV/ESNG) z pasem startowym o długości 1700 m. Lotnisko ma dzienne połączenia lotnicze ze Sztokholmem-Arlandą i Kramforsem.

## Galeria

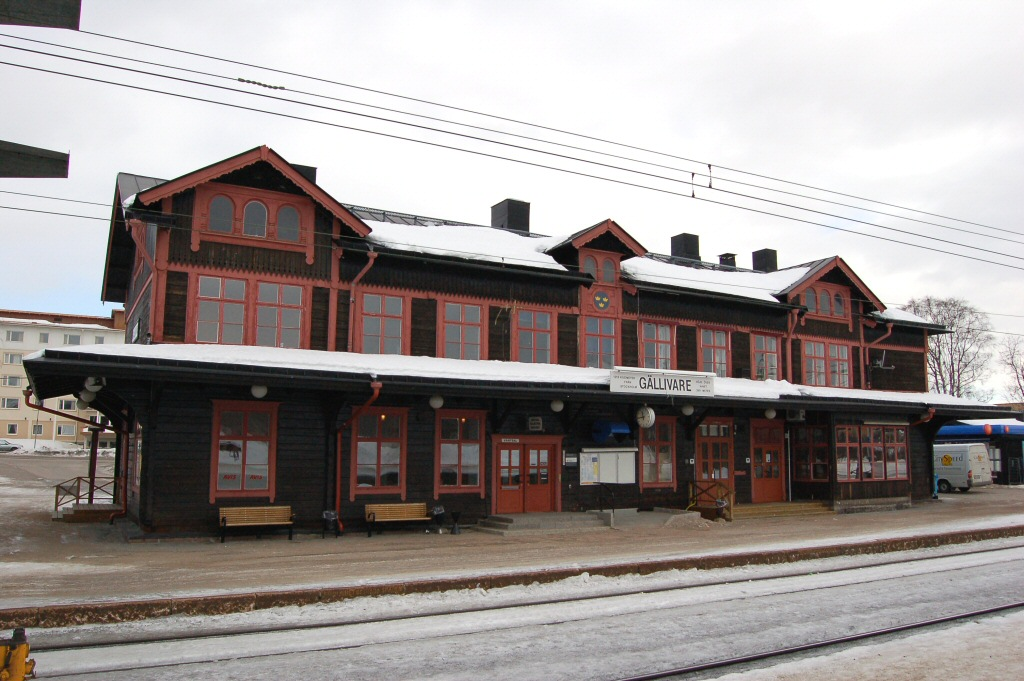
Stacja kolejowa w Gällivare
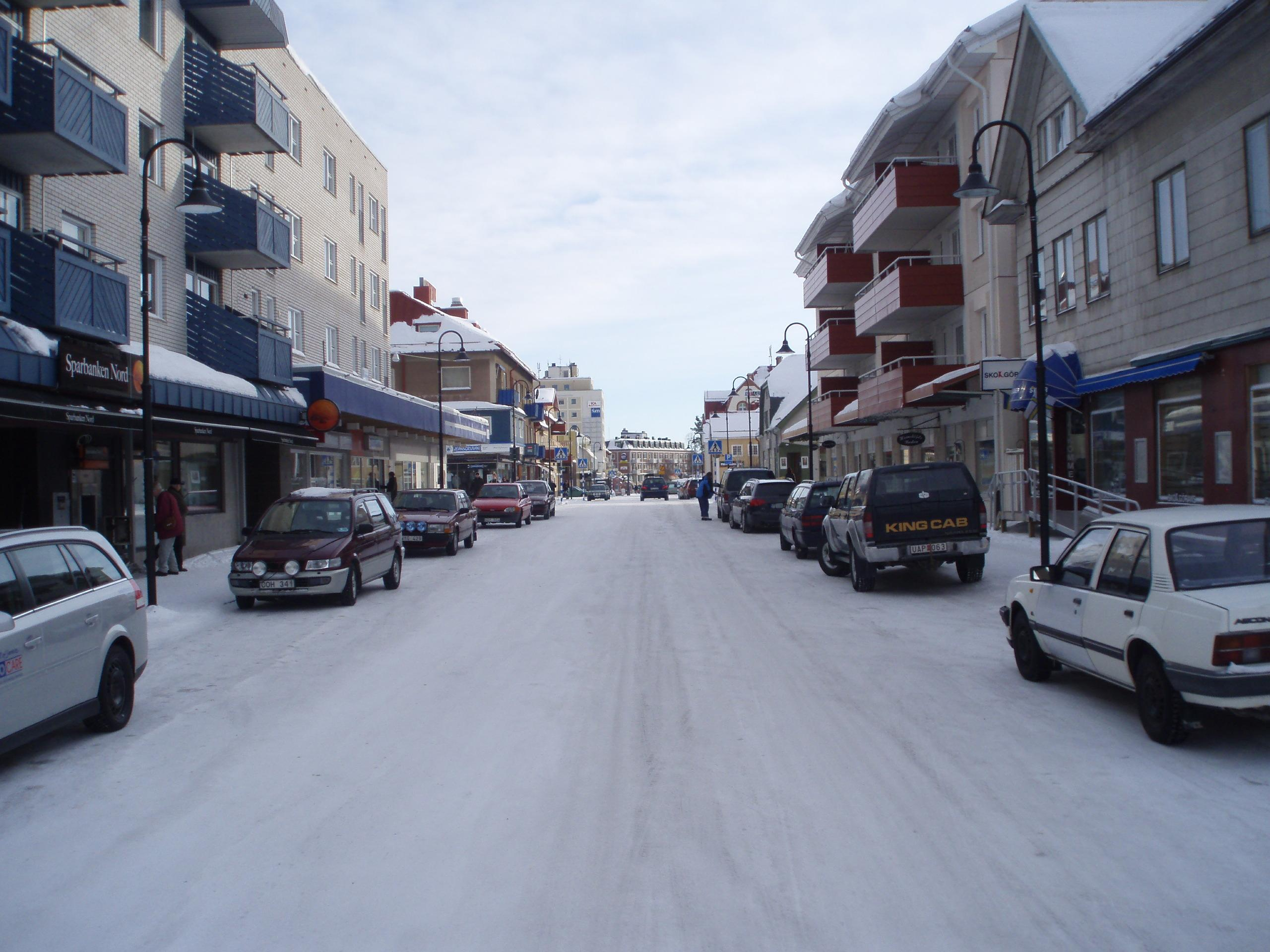
Gällivare
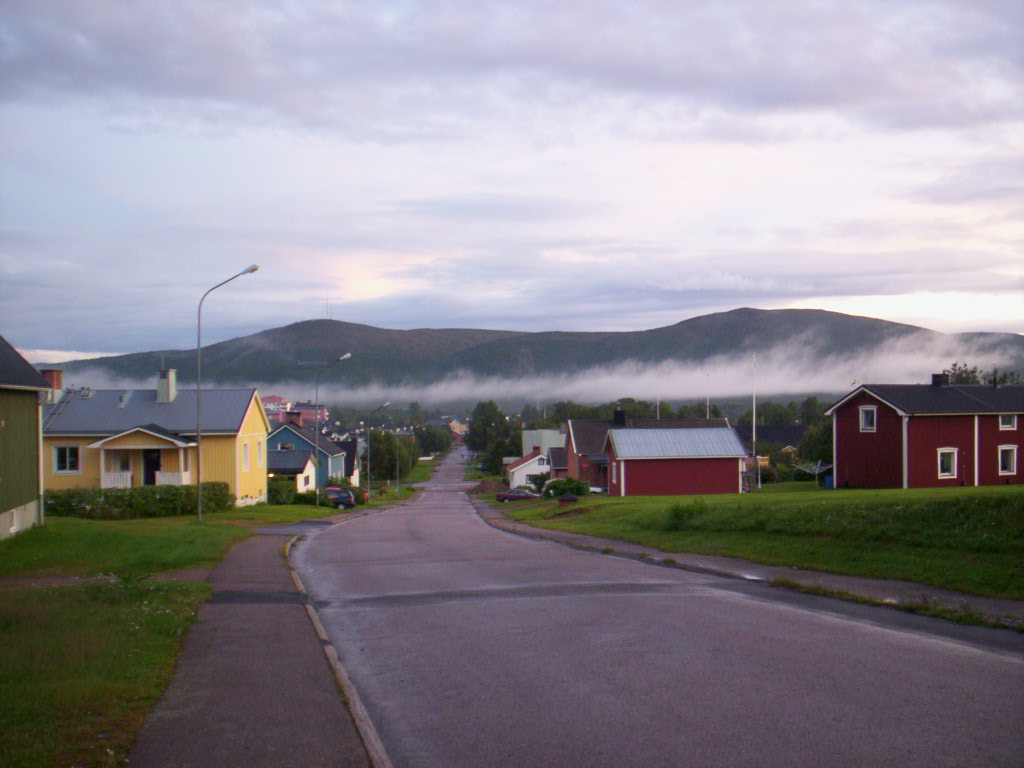
Gällivare, w tle Dundret
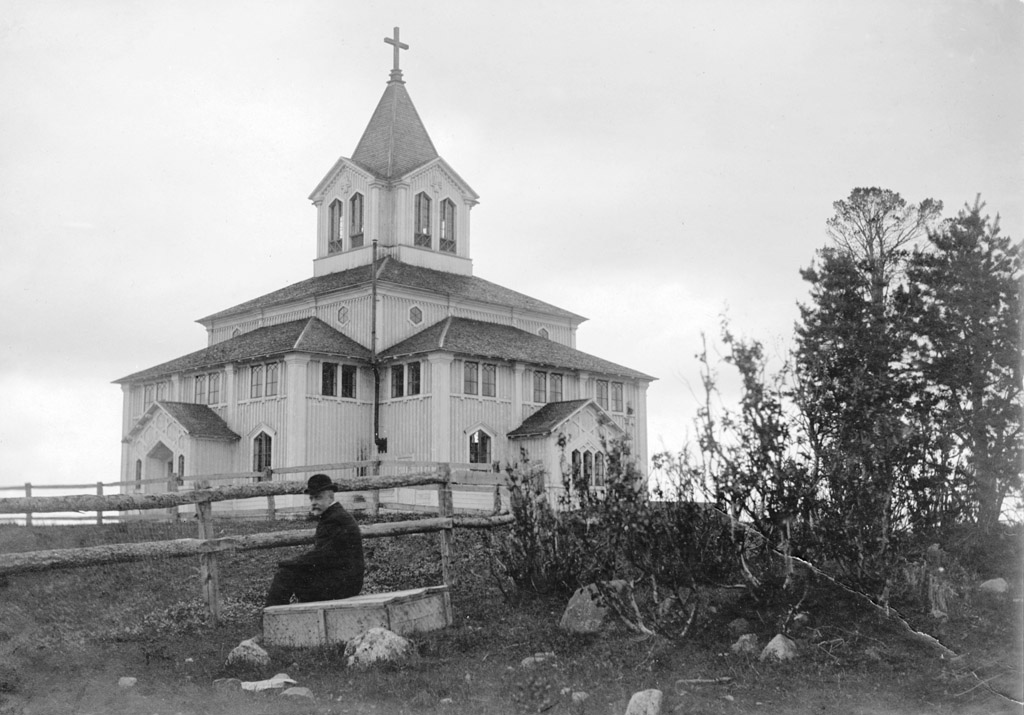
Kościół w Gällivare w 1882 r.